# Parathyreus fissicollis
Parathyreus fissicollis es una especie de coleóptero de la familia Geotrupidae que habita en Brasil.